# Bagagerol

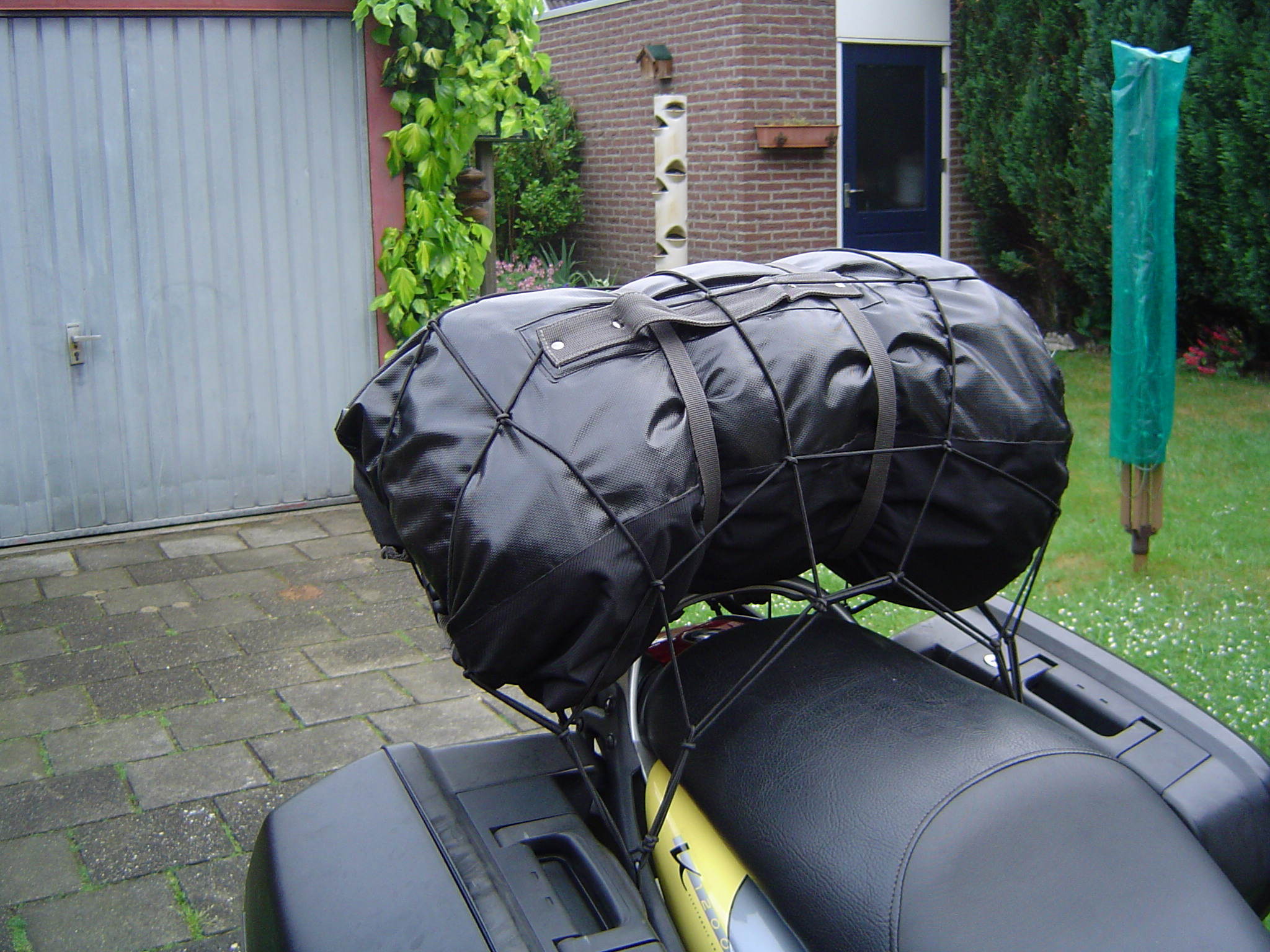
Bagagerol

Een bagagerol is een rond gevormde, waterdichte tas om achter op een motorfiets te binden.
Het voordeel van een bagagerol is dat deze altijd past, en aangepast wordt aan de hoeveelheid bagage. Dit in tegenstelling tot een topkoffer, die een vaste maat heeft.